# Мозъчна кора
Мозъчната кора (на латински: cortex; на английски: cerebral cortex) се нарича покривката на мозъчните полукълба на крайния мозък. Дебелината ѝ варира в границите между 2 и 4 мм, като при човека тя съставлява 40% от общия обем на главния мозък. Тя е съставена от сивата част от клетъчното тяло на невроните и осигурява способността на организма, и най-вече човека, да възприема околната среда, да общува, помни и извършва преценка. Тя определя и волята на организма. Горепосочените функции на кората са строго локализирани, като се образуват центрове – на движенията, на асоциациите, на сетивата. Възможно е при отделните индивиди да съществуват известни разлики в тези центрове. Прието е, че те нямат никакво значение за интелектуалните способности на организма.